# باتريك سايتز
باتريك سايتز (Patrick Seitz) هو مؤدي أصوات أمريكي ولد في 17 مارس 1978 في ريفرسايد، كاليفورنيا.

## أدواره في الأنمي

### مسلسلات أنمي تلقزيونية
- سنغوكو باسارا - تشوسوكابي موتوتشيكا
- سنغوكو باسارا تو - تشوسوكابي موتوتشيكا
- تايغر آند باني - كيث غودمان/سكاي هاي
- بليتش - إيشّين كوروساكي، سنتارو كوتسوباكي, زاراكي كنباتشي (الصوت الثاني)
- ناروتو - رايدو نامياشي
- ناروتو شيبودن - رايدو نامياشي
- ون بيس - فرانكي, كورووبي، روشيو
- خيميائي الفولاذ FULLMETAL ALCHEMIST - سلوث
- حفيد نوراريهيون - الراوي، هيتوتسومي نيودو
- حفيد نوراريهيون: عاصمة العفاريت - هيتوتسومي نيودو، دوهيكو, غيوريكي
- كيكايشي - الراوي، ماساموري سوميمورا، أوهوسكي, شيغيموري سوميمورا (أيام الشباب)
- فيت/ستاي نايت - سويتشيرو كوزوكي
- فيت/زيرو - أساسين
- دورارارا!! - سايمون بريزنيف، الراوي
- ديدمان وندرلاند - سنجي كيوماسا
- أسطورة الأبطال الأسطوريين - ريفال إيديا
- كيه - ريشي موناكاتا
- كيه RETURN OF KINGS - ريشي موناكاتا
- إيكي توسن - تايشيجي
- الخادم الأسود - أغني
- الخادم الأسود 2 - أغني
- فايري تايل - لاكسس درير
- فامباير نايت Guilty - ريدو كوران
- شاكوغان نو شانا II - آنا بيرغ
- شاكوغان نو شانا III(Final) - غيوكي
- هلسينغ - لوك فالنتاين
- الإكسورسيست الأزرق - إيغور نيغاوس
- بليد - ستان ديفيس
- ماغي: The Labyrinth of Magic - أوغو، فاطمة, حسن، دراكون
- توريكو - ميدورا
- إيوريكا سفن - تشارلز بيمز
- سبيس داندي - مذيع سباق الفضاء
- سورد آرت أونلاين - إيغيل، كورباتز
- هجوم العمالقة - كيث شاديس
- كيل لا كيل - إيرا غاماغوري
- إندماج الديجيمون - ستارمون، ميلبيردرامون, آيس ديفيمون
- ين تو - كينجي داندو
- بلاد لاد - فرانكن
- بوسو رينكين - كابتن برافو
- إيرغو بروكسي - راؤول كريد
- غيلتي كراون - دان إيغلمان
- سبيد غرافر - كوكوريو
- سيلور مون - كونزايت
- موشيشي - سيجيرو
- مغامرة جوجو الغريبة - ديو براندو
- بليزبلو ألتر ميموري - راغنا ذا بلادإدج
- غود إيتر - يوهانيس فون شيكسال
- دانغانرونبا 3: نهاية أكاديمية قمة الأمل - نيكومارو نيداي
- لعبة الجوكر - جون غوردون

### أنمي الإنترنت
- هيتاليا Axis Powers - ألمانيا
- هيتاليا World Series - ألمانيا
- سوشي نينجا - قائد السوشي نينجا

### أوفا أنمي
- البدلة المتنقلة جاندام يونيكورن - فلاست سكول، رونان مارسيناس
- مردر برنسس - كايت
- تيلز أوف فانتازيا ذي أنيميشن - داوس

### أفلام أنمي
- سنغوكو باسارا: ذا لاست بارتي - تشوسوكابي موتوتشيكا
- سلسلة أفلام بيرسيرك: العصر الذهبي
  - بيرسيرك: العصر الذهبي I بيضة الحاكم - بيبين
  - بيرسيرك: العصر الذهبي II معركة دولدراي - بيبين
  - بيرسيرك: العصر الذهبي III النزول - بيبين
- سمر وورز - كونيهيكو جينّوتشي
- باتيما المعكوسة - جاكو
- كيه MISSING KINGS - ريشي موناكاتا

## أدواره في ألعاب الفيديو
- سلسلة ألعاب بليزبلو
  - بليزبلو كالاميتي تريغر - راغنا ذا بلادإدج
  - بليزبلو كونتينيوم شيفت - راغنا ذا بلادإدج
  - بليزبلو كرونوفانتازما - راغنا ذا بلادإدج
- سنغوكو باسارا: ساموراي هيروز - موتوتشيكا تشوسوكابي
- تيلز أوف إكسيليا - جاو
- تيلز أوف إكسيليا 2 - جاو
- دانغانرونبا 2: غودباي ديسبير - نيكومارو نيداي
- بيرسونا 4 أرينا - المذيع
- بيرسونا 4 أرينا ألتيماكس - المذيع
- ألترا ستريت فايتر IV - هيوغو
- سلسلة ألعاب تيكن
  - تيكن 6 - بوب ريتشاردز
  - تيكن تاغ تورنمنت 2 - بوب ريتشاردز
- ستريت فايتر X تيكن - هيوغو، بوب ريتشاردز
- سونيك لوست ورلد - زوموم
- سكالغيرلز - سامسون
- ناروتو شيبودن: ألتيميت نينجا ستورم ريفولوشن - هان
- ناروتو شيبودن: ألتيميت نينجا ستورم 4 - هان
- فاير إمبلم أويكينينغ - بازيليو
- غود إيتر ريزوركشن - يوهانيس فون شيكسال
- دانغانرونبا V3: كيلينغ هارموني - مونوكيد

## وصلات خارجية
- باتريك سايتز على موقع IMDb (الإنجليزية)
- باتريك سايتز على موقع ميوزك برينز (الإنجليزية)
- باتريك سايتز على موقع أول موفي (الإنجليزية)
- باتريك سايتز على موقع قاعدة بيانات الفيلم (الإنجليزية)
- باتريك سايتز على موقع كينوبويسك (الروسية)
- باتريك سايتز على موقع ANN person (الإنجليزية)